# Ouahibrê Ibiâou
Ouahibrê Ibiâou ou Ibiâ ou Iâib ou Ja-Ib ou Ibiyaou est un roi de la XIIIe dynastie. 

## Attestations
Le canon royal de Turin le nomme à la position 8.2 sous le nom de Ouahibrê-Ibiâou et lui donne dix ans, huit mois et vingt-huit jours de règne. Malgré un règne relativement long pour la période, Ouahibrê Ibiâou n'est connu que de quelques objets, principalement des sceaux de scarabée portant son nom, au Liban. Il est également nommé sur la stèle d'un fonctionnaire nommé Sahathor, probablement de Thèbes. Enfin, un fragment de faïence d'El-Lahoun mentionne ce roi.
Un vizir nommé également Ibiâou a vécu à la même époque. Certains identifient ces deux personnages, un vizir qui devient roi par la suite, mais plus récemment, il a été souligné qu'une telle identification est conjecturale et non prouvée.

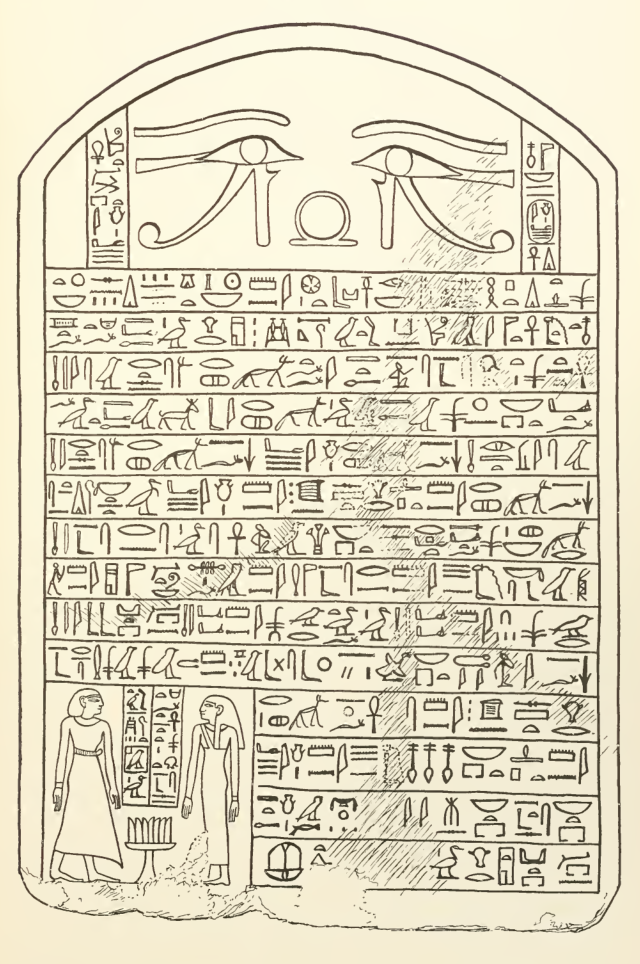
Dessin de la stèle de Sahathor portant le cartouche du roi, British Museum, (EA 1348).